# Sailors on Leave
Pour plus de détails, voir Fiche technique et Distribution.
Sailors on Leave est un film américain réalisé par Albert S. Rogell, sorti en 1941.

## Fiche technique
- Titre : Sailors on Leave
- Réalisation : Albert S. Rogell
- Scénario : Herbert Dalmas, Art Arthur et Malcolm Stuart Boylan (en)
- Costumes : Adele Palmer
- Photographie : Ernest Miller
- Pays d'origine : États-Unis
- Format : Noir et blanc - 1,37:1
- Genre : comédie musicale
- Durée : 71 minutes
- Date de sortie : 1941

## Distribution
- William Lundigan : Chuck Stephens
- Shirley Ross : Linda Hall
- Chick Chandler : Swifty
- Ruth Donnelly : Tante Navy
- Mae Clarke : Gwen
- Cliff Nazarro (en) : Mike
- Tom Kennedy : Dugan
- Mary Ainslee (en) : Sadie
- Bill Shirley : Bill Carstairs
- Garry Owen : Thompson
- William Haade : Sawyer
- Jane Kean : Sunshine